# Batman - Începuturi
Batman - Începuturi (2005) (denumire originală Batman Begins) este un film de acțiune cu supereroi bazat pe personajul fictiv Batman din revistele DC Comics. Filmul este regizat de Christopher Nolan. În film interpretează Christian Bale ca Batman, împreună cu Michael Caine, Liam Neeson, Katie Holmes, Gary Oldman, Cillian Murphy, Morgan Freeman, Ken Watanabe, Tom Wilkinson și Rutger Hauer.

## Distribuție
- Christian Bale este Bruce Wayne / Batman[3]
- Michael Caine este Alfred Pennyworth[4]
- Liam Neeson este Ra's al Ghul [5]
- Katie Holmes este Rachel Dawes
- Gary Oldman este Sgt. James Gordon
- Cillian Murphy este Dr. Jonathan Crane / The Scarecrow[6]
- Tom Wilkinson este Carmine Falcone
- Morgan Freeman este Lucius Fox